# Heike Flämig
Heike Flämig (* 1965 in Berlin) ist eine deutsche Verkehrswissenschaftlerin und Professorin für Transportketten und Logistik an der Technischen Universität Hamburg (TUHH).

## Leben
Flämig studierte nach einer Ausbildung zur Industriekauffrau in den Jahren 1987 bis 1995 Wirtschaftsingenieurwesen an der TU Berlin. Danach war sie als wissenschaftliche Mitarbeiterin im Umweltforschungsinstitut IÖW, wo sie schon während ihres Studiums gearbeitet hatte. Sie wurde 2004 mit einer Arbeit zum Thema Wirtschaftsverkehr in Verdichtungsräumen – Empirische Analysen, Umsetzungsprozesse, Handlungsempfehlungen an der TUHH promoviert. Im März 2006 trat sie dort die Professur für Transportketten und Logistik an.

## Wirken
Ihre Arbeitsschwerpunkte sind unter anderem die Bereiche Verkehrsplanung und Logistik (samt Automatisierung), besonders die Stadt- und Unternehmenslogistik, neue Produktionskonzepte und die indirekte Verkehrsentstehung. Flämig beschäftigt sich darüber hinaus mit der „stadt- und umweltverträglichen Gestaltung von Logistik und Güterverkehr“, u. a. auf Basis von kurzen Wegen und nichtmotorisierten Verkehrsmitteln, und dem autonomen Fahren.
Flämig war als Verkehrsplanerin 2008 in die Diskussion um Vorzugsvarianten und mögliche Alternativkonzepte bei den Planungen der Hafenquerspange einbezogen und leitete eine Studie, die den geplanten Ausbau des Sacrow-Paretzer-Kanals als unwirtschaftlich einstufte. Flämig war am Ende 2006 gestarteten und 2008 beendeten Klimaschutzprojekt Lotos (Logistics towards Sustainability) beteiligt, das die TUHH gemeinsam mit Tchibo durchführte. Das Ergebnis der Untersuchung war eine Methode, „um transportbedingte CO2-Emissionen entlang logistischer Ketten effektiv zu reduzieren“. Mit dem Forschungsvorhaben Binnen_Land untersuchte Flämig 2011, wie die Binnenschifffahrt besser in Logistikketten integriert werden kann. Beim Förderprojekt Villa Ladenburg der Daimler und Benz Stiftung, das vollautomatisches Fahren im Güterverkehr auf der Straße testete, wurde Flämig als „externe Spezialistin“ hinzugezogen. Bei der ARL war sie Mitglied des Ad-hoc-Arbeitskreises „Güterverkehr, Logistik und Raumentwicklung“.

## Schriften (Auswahl)
Monografien
- Wirtschaftsverkehrssysteme in Verdichtungsräumen. Empirische Analysen, Umsetzungsprozesse, Handlungsempfehlungen. 2 Bände. European Centre for Transportation and Logistics, Hamburg 2004 (zugleich: Dissertation, Technische Universität Hamburg-Harburg).
- mit Christof Hertel: Wirtschaftsverkehr in Ballungsräumen. Wirtschaftsverlag N.W. Verlag für Neue Wissenschaft, Bremerhaven 2006, ISBN 3-86509-437-6.
- mit Jutta Wolff: Leitfaden zur Erhebung der regionalen Beschäftigungswirkung von Binnenhäfen. Teil A: Durchführung der Erhebung; Teil B: methodischer Hintergrund. Monsenstein und Vannerdat, Münster 2014, ISBN 978-3-95645-513-1.

Herausgeberschaften
- mit Femke Grabbert, Nina Schulte: Hafen und Stadt. Wie gehen Städte mit ihren Häfen um? Konferenzschrift. Monsenstein und Vannerdat, Münster 2010, ISBN 978-3-86991-159-5.
- mit Nina Schulte: Abschlussbericht des Forschungsvorhabens Binnen_Land. Monsenstein und Vannerdat, Münster 2011:
  - Teil 1: Die Situation der Binnenhäfen und mögliche Handlungsstränge. ISBN 978-3-86991-460-2.
  - Teil 2: Elemente intelligenter Transportketten für die Binnenschifffahrt. ISBN 978-3-86991-461-9.
  - Teil 3: Kommunikation in der Binnenschifffahrt. ISBN 978-3-86991-462-6.